# Thái phu nhân
Thái phu nhân (chữ Hán: 蔡夫人), hay Sái phu nhân, còn được gọi tắt là Thái thị hoặc Sái thị (蔡氏), là người vợ thứ của Lưu Biểu, lãnh chúa của vùng Kinh châu trong thời kỳ Tam Quốc của lịch sử Trung Quốc. Sái phu nhân là em gái (có tài liệu viết là chị) của Sái Mạo, một thuộc tướng của Lưu Biểu. 
Khi Tào Tháo và Viên Thiệu đang gìm nhau tại Quan Độ, một thuộc hạ của Lưu Biểu là Hàn Tung từ khuyên Lưu Biểu nên giữ thế trung lập (Lưu Biểu vốn về phe với Viên Thiệu) và gửi sứ giả đến Hứa Xương. Hàn Tung cho rằng Tào Tháo vốn thế mạnh, Lưu Biểu nên gửi con cháu làm con tin trong triều đình. Lưu Biểu nổi giận, định đưa Hàn Tung đi xử tử. Sái phu nhân thấy Hàn Tung là bậc trung lương, nên mới khuyên rằng: "Hàn Tung vốn là "Sở quốc chi vọng". Hắn là người trực ngôn, không có lý do gì để giết hắn". Vì vậy Lưu Biểu đã đổi ý, chỉ đem Hàn Tung đi giam cầm.
Lưu Biểu có hai người con là Lưu Kỳ và Lưu Tông. Lưu Kỳ là con vợ cả. Chưa có sử liệu về việc Lưu Tông là con vợ cả hay vợ kế. Sau đấy Lưu Biểu, Sái Phu nhân ủng hộ người con thứ. Sau khi Lưu Biểu chết, Sái phu nhân tìm kiếm sự ủng hộ của Tào Tháo để đưa Lưu Tông lên địa vị cao.
Căn cứ theo sách Tương Dương ký thì vợ của Gia Cát Lượng là Hoàng Nguyệt Anh là cháu bên ngoại (ngoại sanh) của Sái phu nhân.

## Trong Tam quốc diễn nghĩa
Trong Tam quốc diễn nghĩa, Sái Phu nhân được nhắc đến qua 3 hồi gồm Hồi 34: Sái phu nhân nấp nghe chuyện kín/Lưu hoàng thúc nhảy ngựa Đàn Khê, Hồi 40: Sái phu nhân bàn hiến Ký Châu/Gia Cát Lượng hỏa thiêu Tân Dã và Hồi 41. Trong tác phẩm này, Sái Phu nhân được mô tả là mẹ đẻ của Lưu Tông. Đây là một người đàn bà có lòng dạ hiểm độc, thích can dự vào triều chánh, đặc biệt là gây ảnh hưởng cho con bà lên ngôi. Sái phu nhân hay chống đối Lưu Bị.
Khi Lưu Biểu đồng ý chứa chấp Lưu Bị, đến đêm, Sái phu nhân xàm tấu với Lưu Biểu đề nghị ông ta điều Lưu Bị đi chỗ khác vì "sợ người ta chẳng được như bụng ông nghĩ thôi". Mỗi lần Lưu Bị trò chuyện với Lưu Biểu thì Sái phu nhân nấp sau bình phong nghe trộm. Sái phu nhân vẫn luôn có ý nghi Lưu Bị.
Khi Lưu Biểu ốm nặng, Sái Phu nhân đóng của lại không cho Lưu Kỳ vào thăm, sai Sái Mạo, Trương Doãn canh giữ cửa ngoài. Khi Lưu Biểu chết rồi, Sái phu nhân cùng với Sái Mạo, Trương Doãn bàn bạc, viết tờ di chúc giả cho con thứ là Lưu Tông làm chủ Kinh Châu, xong rồi mới cho báo tang. Sái Mạo lập Lưu Tông lên làm chủ, tôn tộc họ Sái chia nhau lĩnh luôn Kinh Châu còn Sái phu nhân cùng Lưu Tông đến ở Tương Dương để phòng Lưu Kỳ, Lưu Bị.
Sau khi Tào Tháo nam chinh, Sái Phu nhân là người chủ trương hàng Tào. Lưu Tông cùng với Sái phu nhân đem ấn tín sang sông đón rước Tào Tháo. Tào Tháo cho Lưu Tông vào triều đình làm quan. Lưu Tông hai ba lần từ chối, Tháo không cho, bất đắc dĩ phải cùng Sái phu nhân đi Thanh Châu, chỉ có tướng cũ là Vương Uy đi theo. Tào Tháo sai Vu Cấm đem quân khinh kỵ đuổi theo và giết cả hai mẹ con. Khi bị vây, Sái phu nhân ôm Lưu Tông khóc ầm ĩ. Vu Cấm ép lệnh quân sĩ hạ thủ, Vương Uy tức giận phản kháng, nhưng cuối cùng cả 3 bị xử tử.